# Billy Plimmer
Billy Plimmer (Birmingham, 6 de fevereiro de 1869 - 23 de fevereiro de 1929) foi um pugilista britânico, pretenso campeão mundial dos pesos-galos entre 1892 e 1895.

## Biografia
Bily Plimmer começou a boxear em 1888, tendo emplacado sete vitórias consecutivas, antes de vir a sofrer sua primeira derrota diante de Patsy Sheehan. Em seguida, Plimmer obteve vitórias importantes contra Michael Moran (2 vezes), Arthur Westley e Charles Mansford.
Assim sendo, após esse seus prévios sucessos, em 1891, Billy Plimmer encarou e derrotou Jem Stevens, em um combate que lhe rendeu o título de campeão britânico dos pesos-galos.
Uma vez tendo atingido o ápice na Inglaterra, em meados de 1891, Plimmer resolveu viajar para os Estados Unidos, em busca de glórias ainda maiores. Em terras americanas, Plimmer fez três lutas, antes do final de 1891, tendo obtido duas vitórias e uma luta sem resultado.
Então, no início de 1892, depois de um empate contra Kid Hogan, Plimmer subiu ao ringue contra o campeão mundial dos pesos-galos Tommy Spider Kelly. Lutando cautelosamente, mas nunca deixando de ser agressivo, como era seu estilo peculiar, Plimmer conseguiu nocautear o campeão, no decorrer 10º assalto. Desta forma, através de uma vitória expressiva sobre o campeão Spider Kelly, Plimmer havia ali se tornado o novo campeão mundial dos pesos-galos.
Uma vez campeão mundial dos pesos-galos, Plimmer defendeu seu título contra Joe McGrath, Johnny Murphy e George Corfield, antes de vira a perdê-lo para Pedlar Palmer, no final de 1895. Posteriormente, três anos mais tarde, Plimmer fez uma tentativa de reaver seu título perante Palmer, todavia, uma vez mais acabou sendo derrotado.
Encerrando sua carreira em 1900, após uma sequência de resultados negativos, Plimmer foi um grande pugilista britânico, que conseguiu conquistar um título mundial, mas que por causa de discrepâncias existentes quanto à correta linearidade histórica dos campeões mundiais dos pesos-galos, hoje não tem seu nome consagrado na história do boxe.
Assim escreveu o historiador britânico Harry Mullan, em 1989- "Qualquer boxeador britânico que tenha conquistado um título mundial nos Estados Unidos e depois defendido-o com sucesso por três vezes, mereceria ter seu nome imortalizado. Entretanto, apesar de Birminghan Billy Plimmer ter conseguido realizar esta proeza, cerca de cem anos atrás, hoje ele não passa de uma nota de rodapé nos livros e listas que mencionam os campeões mundiais de boxe de todos os tempos. Plimmer merece mais do que isso." 